# Mladé Bříště
Mladé Bříště là một làng thuộc huyện Pelhřimov, vùng Vysočina, Cộng hòa Séc.